# Alice Moore Hubbard
Alice Moore Hubbard (Wales 7 de junio de 1861 - 7 de mayo de 1915) fue una escritora feminista estadounidense notable en su época y, junto a su marido Elbert Hubbard, líder del movimiento Roycroft, rama del Arts and Crafts en Inglaterra.

## Obra
Algunos de sus trabajos literarios son: Justinian and Theodora (1906; con Elbert Hubbard), Woman's Work (1908), Life Lessons (1909) y The Basis of Marriage (1910), el cual incluye una entrevista que Sophie Irene Loeb hizo a la escritora.

## Fallecimiento
El matrimonio falleció en el hundimiento del RMS Lusitania durante la Primera Guerra Mundial en un viaje a Europa para cubrir la guerra y realizar una última entrevista a Guillermo II de Alemania.